# Full Tilt Boogie Band
Full Tilt Boogie Band foi uma banda de rock originalmente liderada pelo guitarrista John Till, e depois por Janis Joplin até à sua morte no ano de 1970. A banda foi formada por Till, pelo pianista Richard Bell, pelo baixista Brad Campbell, pelo baterista Clark Pierson, e também pelo organista Ken Pearson. 
O Full Tilt tocou sua primeira sessão junto em 4 de abril de 1970, nos estúdios Fillmore West, localizados em São Francisco. E começou uma turnê em maio de 1970.
O último show ao vivo da "Full Tilt Boogie Band" (e Janis Joplin) ocorreu no dia 12 de agosto de 1970, no estádio Harvard, em Boston, no Massachusetts. Uma crítica positiva apareceu na primeira página do jornal Harvard Crimson, apesar do fato de que a banda tocou com amplificadores de som provisório, pois, todo o equipamento regular fora roubado em Boston. 
Durante o mês de setembro de 1970, Joplin e a sua banda começou a gravar um novo álbum em Los Angeles, juntamente com o produtor Paul A. Rothchild, que já havia trabalhado anteriormente com excelentes artistas, tais como The Doors. Embora Joplin morreu antes que todas as faixas do álbum fossem concluídas, ainda havia material suficiente para elaborar um outro LP. Assim, esse novo LP se transformou no álbum Pearl.